# Scrobipalpula ramosella
Scrobipalpula ramosella is een vlinder uit de familie tastermotten (Gelechiidae). De wetenschappelijke naam is voor het eerst geldig gepubliceerd in 1934 door Muller-Rutz.
De soort komt voor in Europa.